# Conozoa
Conozoa is een geslacht van rechtvleugeligen uit de familie veldsprinkhanen (Acrididae). De wetenschappelijke naam van dit geslacht is voor het eerst geldig gepubliceerd in 1884 door Saussure.

## Soorten
Het geslacht Conozoa omvat de volgende soorten:
- Conozoa carinata Rehn, 1907
- Conozoa clementina Rentz & Weissman, 1981
- Conozoa constricta Henderson, 1924
- Conozoa hyalina McNeill, 1901
- Conozoa nicola Rentz & Weissman, 1981
- Conozoa picturata Scudder, 1902
- Conozoa rebellis Saussure, 1888
- Conozoa sulcifrons Scudder, 1876
- Conozoa texana Bruner, 1889